# Säu im Goarde
Säu im Goarde (Seiste net die Säu im Goarde oder Siehst du nicht die Schweine im Garten) ist ein hessisches Volkslied. Je nach Region und Dialekt variieren Text und Titel.

## Varianten
- Seiste net die Säu im Goade (Hochtaunuskreis - Laubach)[1]
- Sejste net dej Säu em Goade (Landkreis Offenbach - Dietzenbach)[2]
- Siehst de net die Säu im Gadde (Wetteraukreis)[3]
- Saersde ned dee Säu im Goarde (Landkreis Fulda - Kalbach)[4]
- Siehste net die Säu im Garte (Frankfurt)[5]

Sowohl die Länge des Titels als auch Drtails des Textes unterscheiden sich von Ort zu Ort: Je nach Region graben die Schweine tiefe oder große Löcher in verschiedene Arten von Rüben.

## Text
Die folgende Textvariante orientiert sich an der meist verbreiteten Version in der Wetterau. Die erste Hälfte des Textes wird gewöhnlich wiederholt.
Siehste net die Säu im Goade

Siehste wai se woihle

Wai se daive Löscher groawe

In de geale Roiwe

Spitz, komm heraus

En beiß se in die Boa

Dei Mistgebürder fresse uns

Die Roibe kurz und kloa
Übersetzt man den Text ins Standardhochdeutsche, ergeben sich folgende Zeilen:
Siehst du nicht die Schweine im Garten

Sieht du wie sie wühlen

Wie sie tiefe Löcher graben

In die gelben Rüben

Spitz, komm heraus

Und beiß ihm in die Beine

Die Mistgeburten fressen uns

Die Rüben kurz und klein

## Historische Hintergründe
Es gibt Hinweise darauf, dass es sich bei dem eher lustig anmutenden Lied tatsächlich um ein Protestlied von Bauern in den Dörfern handeln könnte.

## Moderne Adaptionen
Wie bei vielen anderen Volksliedern gibt es auch von diesem Lied verschiedene Adaptionen. Aufgrund der Kürze des Textes wird es jedoch oft in Verbindung mit anderen bekannten Titeln gespielt. Ein Beispiel hierfür ist eine Version des Musikers Dieter Adam. Eine Rockversion des Titels hat die Band Afterhour Eierbagge veröffentlicht. Sie wird noch um einen zusätzlich getexteten Rap-Teil ergänzt.

## Aufnahmen
Es handelt sich um ein mündlich übertragenes Lied, was auch die Vielfalt in den Textvarianten erklärt. Eine der wenigen älteren Aufnahmen des Liedes stammt von Heinrich von Kabborn als „Oberhessische Nationalhymne“. Zudem existieren mehrere Aufnahmen von Mundartvereinen auf YouTube.